# Marko Elez
Marko Elez (Spalato, 9 settembre 1980) è un pallanuotista croato naturalizzato georgiano che gioca nel Mladost.
Cresce nello Jadran di Spalato, sua città natale, con cui disputa anche le sue prime stagioni come professionista. Dopo una breve parentesi al Mornar, altra squadra cittadina, si trasferisce nel 2007 in Montenegro, allo Jadran di Herceg Novi, con cui vince una Lega Adriatica, due campionati e una coppa nazionale in tre stagioni. Nell'estate del 2010 si trasferisce in Italia, alla Leonessa (poi divenuta AN Brescia a partire dal 2011), con cui disputa tre stagioni, diventando vice campione d'Italia , vincendo anche la Coppa Italia 2011-12, battendo in finale la Pro Recco e disputando una finale di coppa italia. Nel 2013 si trasferisce alla Rari Nantes Savona con cui disputa un buon campionato, per poi ritornare in patria l'anno successivo, al Primorje di Fiume, con cui conquista subito la Regional Liga, il titolo di campione di Croazia, la coppa nazionale e la finale di LEN Champions League, persa contro la Pro Recco.
In occasione del campionato europeo 2014, insieme ad altri pallanuotisti croati come Marko Jelača e Marino Franičević, indossa la calottina della nazionale georgiana, siglando un rapporto di collaborazione destinato a proseguire negli anni.
Nel 2015 si trasferisce alla Pallanuoto Trieste, società neopromossa in Serie A1.

## Palmarès

### Club
- Campionato montenegrino: 2

Jadran: 2008-09, 2009-10
- Coppa del Montenegro: 1

Jadran: 2008-09
- Coppe Italia: 1

AN Brescia: 2011-12
- Lega Adriatica: 2

Jadran: 2009-10
Primorje: 2014-15
- Campionato croato: 1

Primorje: 2014-15
- Kup Hrvatske: 1

Primorje: 2014